# 8331 Dawkins
8331 Dawkins eller 1982 KK1 är en asteroid i huvudbältet som upptäcktes den 27 maj 1982 av de båda amerikanska astronomerna Carolyn S. Shoemaker och Schelte J. Bus vid Palomar-observatoriet. Den är uppkallad efter den brittiske evolutionsbiologen Richard Dawkins.
Asteroiden har en diameter på ungefär 5 kilometer.